# Andreas Pereira
Andreas Hugo Hoelgebaum Pereira (* 1. ledna 1996 Duffel) je brazilský profesionální fotbalista, který hraje na pozici ofensivního záložníka za anglický klub Fulham FC. V roce 2018 odehrál také jedno utkání v dresu brazilské reprezentace.

## Klubová kariéra
Narodil se v belgickém Duffelu a svou mládežnickou kariéru zahájil v nedalekém klubu Lommel. V devíti letech přestoupil do nizozemského klubu PSV Eindhoven a v listopadu 2011 podepsal smlouvu s anglickým Manchesterem United.
Pereira v dresu Rudých ďáblů debutoval 26. srpna 2014 v zápase proti MK Dons v rámci ligového poháru. V Premier League se poprvé objevil v březnu 2015, a to při výhře 3:0 nad Tottenhamem Hotspur. Během svého působení v United následně odešel na hostování do španělských klubů Granada CF a Valencia CF, v roce 2020 odešel na rok do italského Lazia a sezónu 2021/22 strávil v brazilském Flamengu.
Dne 11. července 2022 přestoupil do londýnského Fulhamu, se kterým podepsal čtyřletou smlouvu. Za Fulham debutoval 6. srpna při domácí remíze 2:2 s Liverpoolem.

## Reprezentační kariéra
Pereira se narodil v Belgii brazilskému otci a matce německého původu. Původně reprezentoval Belgii na úrovních do 15, 16 a 17 let, ale poté prohlásil, že se cítí spíše jako Brazilec. V roce 2015 debutoval v brazilské reprezentaci do 20 let.
Dne 17. srpna 2018 obdržel první pozvánku do seniorské reprezentace na přátelské zápasy proti Spojeným státům a Salvadoru. Debutoval 11. září proti Salvadoru.

## Statistiky

### Klubové
K 15. lednu 2023
| Klub              | Sezóna  | Liga           | Liga   | Liga | Národní pohár | Národní pohár | Ligový pohár | Ligový pohár | Kontinentální poháry | Kontinentální poháry | Ostatní | Ostatní | Celkem | Celkem |
| Klub              | Sezóna  | Liga           | Zápasy | Góly | Zápasy        | Góly          | Zápasy       | Góly         | Zápasy               | Góly                 | Zápasy  | Góly    | Zápasy | Góly   |
| ----------------- | ------- | -------------- | ------ | ---- | ------------- | ------------- | ------------ | ------------ | -------------------- | -------------------- | ------- | ------- | ------ | ------ |
| Manchester United | 2014/15 | Premier League | 1      | 0    | 0             | 0             | 1            | 0            | —                    | —                    | —       | —       | 2      | 0      |
| Manchester United | 2015/16 | Premier League | 4      | 0    | 2             | 0             | 2            | 1            | 3                    | 0                    | —       | —       | 11     | 1      |
| Manchester United | 2016/17 | Premier League | 0      | 0    | 0             | 0             | 0            | 0            | 0                    | 0                    | 0       | 0       | 0      | 0      |
| Manchester United | 2017/18 | Premier League | 0      | 0    | 0             | 0             | 0            | 0            | 0                    | 0                    | 0       | 0       | 0      | 0      |
| Manchester United | 2018/19 | Premier League | 15     | 1    | 3             | 0             | 0            | 0            | 4                    | 0                    | —       | —       | 22     | 1      |
| Manchester United | 2019/20 | Premier League | 25     | 1    | 4             | 0             | 5            | 0            | 6                    | 1                    | —       | —       | 40     | 2      |
| Manchester United | Celkem  | Celkem         | 45     | 2    | 9             | 0             | 8            | 1            | 13                   | 1                    | 0       | 0       | 75     | 4      |
| Granada (host.)   | 2016/17 | La Liga        | 35     | 5    | 2             | 0             | —            | —            | —                    | —                    | —       | —       | 37     | 5      |
| Valencia (host.)  | 2017/18 | La Liga        | 23     | 1    | 6             | 0             | —            | —            | —                    | —                    | —       | —       | 29     | 1      |
| Lazio (host.)     | 2020/21 | Serie A        | 26     | 1    | 2             | 0             | —            | —            | 5                    | 0                    | —       | —       | 33     | 1      |
| Flamengo (loan)   | 2021    | Série A        | 18     | 5    | 3             | 0             | —            | —            | 3                    | 0                    | —       | —       | 24     | 5      |
| Flamengo (loan)   | 2022    | Série A        | 13     | 2    | 1             | 0             | —            | —            | 7                    | 1                    | 8       | 0       | 29     | 3      |
| Flamengo (loan)   | Celkem  | Celkem         | 31     | 7    | 4             | 0             | —            | —            | 10                   | 1                    | 8       | 0       | 53     | 8      |
| Fulham            | 2022/23 | Premier League | 19     | 2    | 1             | 0             | 0            | 0            | —                    | —                    | —       | —       | 20     | 2      |
| Celkem            | Celkem  | Celkem         | 179    | 18   | 24            | 0             | 8            | 1            | 28                   | 2                    | 8       | 0       | 247    | 21     |

### Reprezentační
| Brazílie | Brazílie | Brazílie |
| Rok      | Zápasy   | Góly     |
| -------- | -------- | -------- |
| 2018     | 1        | 0        |
| Celkem   | 1        | 0        |

## Ocenění

### Individuální
- Nejlepší mladý hráč akademie Manchesteru United: 2014/15[17]
- Gól Manchesteru United sezóny: 2018/19 (proti Southamptonu, 2. března 2019)[18]